# Louis van Royen
Louis Anne van Royen (Gorinchem, 9 oktober 1865 – Wassenaar, 4 april 1946) was een Nederlands militair, politicus en hoogleraar aan de Technische Universiteit Delft. Hij was kortstondig minister van Oorlog en Marine in het eerste kabinet-De Geer, die al snel aftrad omdat hij tegen het samenvoegen van die beide ministeries was.

## Levensloop

### Loopbaan
Van Royen, lid van de familie Van Royen, werd in 1865 in Gorinchem geboren als een zoon van majoor Jan Barend Hendrik van Royen (1830-1906) en Louisa Aletta Bijleveld (1833-1915). Hij studeerde aan de hogereburgerschool in Arnhem en volgde hierna de officiersopleiding aan de Koninklijke Militaire Academie. In 1885 werd hij benoemd tot tweede luitenant bij de vestingartillerie, en in 1888 werd hij bevorderd tot eerste luitenant. In 1892 werd hij aangesteld bij de Pyrotéchnische Werkplaatsen en in 1895 bij de Constructie Werkplaatsen te Delft, terwijl hij in 1900 bevorderd werd tot kapitein.
Gedurende de mobilisatie rond de Eerste Wereldoorlog trad Van Royen op als hoofd van het Minutiebureau en heeft hij belangrijke werkzaamheden verricht voor de bevoorrading van het gemobiliseerde leger. Hij was na de oorlog verder lid van de bezuinigingscommissie onder leiding van luitenant-generaal Willem Frederik Pop. In 1926 werd hij benoemd tot minister van Oorlog en minister ad interim van Marine.
Vanaf 1888 tot 1931 was hij hiernaast leraar aan de Koninklijke Militaire Academie. Op 1 september 1906 werd Van Royen benoemd tot hoogleraar mechanische technologie bij de faculteit werktuigbouwkunde en scheepsbouwkunde aan de Technische Universiteit Delft. In 1934 ging hij met emeritaat.
Van Royen is onderscheiden als Commandeur in de Orde van Oranje Nassau en Ridder in de Orde van de Nederlandse Leeuw.

### Persoonlijk
Van Royen trouwde op 21 maart 1888 te Nijmegen met Maria Arnoldina Henriette Bijleveld, dochter van Pieter Claude Bijleveld, en samen hadden ze vier kinderen. Van Royen overleed op 4 april 1946 te Wassenaar. Van Royen was een broer van mr. Jean François van Royen (1878-1942).

## Publicaties, een selectie
- 1914. Leerboek der mechanische technologie Gorinchem : Noorduyn
- 1915. Leerboek der mechanische technologie ; Dl. II, 1e stuk: Aardewerkfabrikage, glasfabrikage, malerijen. Gorinchem : Noorduyn.
- 1918. Leerboek der mechanische technologie ; Dl. 2: Papierfabrikage en drukkerij. Gorinchem : Noorduyn
- 1923. Eenige beschouwingen over de toekomst van ons technisch hooger onderwijs. Delft : Waltman